# Список серий Welcome to the N.H.K.
Список эпизодов аниме-сериала Welcome to the N.H.K. насчитывает 24 серии. Был создан по мотивам одноимённой манги. Созданием аниме занималась студия Gonzo, а режиссёром стал Юсукэ Ямамото. Трансляция в Японии проходила с 9 июля по 17 декабря 2006 года по телеканалу Chiba TV.

## Список серий
| 1 | Добро пожаловать в проект! «Пуродзекуто ни Ё:косо!» (プロジェクトにようこそ!)           | 9 июля 2006 года      |
| Тацухиро Сато является 22-летним японцем-хикикомори, который считает, что причина, по которой он ничего не добился в жизни, — заговор против него. Неожиданно в галлюцинациях он понимает, что за заговором и превращением людей в хикикомори стоит некая организация NHK. Вскоре он слышит стук в дверь. Открыв её, он видит неизвестную девушку, а затем и женщину, с которой она ходила по домам хихикомори. Не выдержав разговора, Тацухиро закрывает перед ними дверь, после чего собирается выйти на улицу и найти работу, чтобы девушка не думала, что он безработный. В книжном магазине, куда он собирался прийти для получения работы, Тацухиро внезапно встречает ту самую девушку. Не рассказав о настоящих мотивах, он убегает домой, а спустя время получает письмо от неё с просьбой прийти поздним вечером в парк, где он обычно бывает, и с её подписью — Мисаки Накахара. Встретившись там, Мисаки сообщает, что пришла помочь Тацухиро избавиться от образа жизни хикикомори. |                                                                                         |                       |
| 2 | Добро пожаловать в создатели! «Куриэйта: ни Ё:косо!» (クリエイターにようこそ!)          | 16 июля 2006 года     |
| Мисаки уговаривает Тацухиро подписать контракт, по которому она будет помогать ему избавиться от образа жизни хикикомори, но тот отказывается, заявляя, что он хикикомори вовсе не является. Позже Тацухиро, раздражённый музыкой из соседской квартиры, приходит туда и встречает Каору Ямадзаки — бывшего одноклассника, ныне учащегося в академии по разработке игр, которого Тацухиро когда-то пытался спасти от хулиганов. Тацухиро просит его одолжить ненадолго книгу по разработке игр и идёт на вторую встречу с Мисаки, во время которой он говорит, что является разработчиком игр, на что она просит его показать свои работы. Он говорит, что игра ещё не закончена, но Мисаки даёт ему месяц на её доработку. Подслушав этот разговор, Каору ругает Тацухиро за его ложь, но предлагает ему вместе создать эротическую игру, в которой тот будет сценаристом. |                                                                                         |                       |
| 3 | Добро пожаловать к красавицам! «Бисё:дзё ни Ё:косо!» (美少女にようこそ!)                | 23 июля 2006 года     |
| Поскольку Тацухиро никогда не играл в визуальные романы, Каору делится с ним лучшими играми этого жанра, чтобы тот смог набраться опыта в них, что позволило бы сделать качественную игру. Позже Каору даёт ему на время диск с эротическими картинками в качестве «справочного материала». Однако, Тацухиро становится одержим эроге и эротическими картинками, в результате чего останавливает работу по написанию сценария для игры. |                                                                                         |                       |
| 4 | Добро пожаловать в новый мир! «Син Сэкай ни Ё:косо!» (新世界にようこそ!)                | 30 июля 2006 года     |
| Тацухиро прекратил свою работу сценариста игры, из-за чего Каору едет с ним в Акихабару в надежде, что это может послужить источником его вдохновения. В конце концов они посещают мэйд-кафе и тратят много денег на соответствующие отаку товары. В конце их пребывания Тацухиро случайно встречает Хитоми Касиву, старосту литературного кружка, в котором он состоял. |                                                                                         |                       |
| 5 | Добро пожаловать на лекцию! «Каунсэрингу ни Ё:косо!» (カウンセリングにようこそ!)        | 6 августа 2006 года   |
| Тацухиро и Хитоми ведут в кафе разговор об их прошлой жизни, после чего расходятся. Вернувшись домой, Тацухиро говорит Мисаки, что он действительно является хикикомори, и подписывает контракт. Каору, узнав об этом, предлагает ему сделать идеальную игру, так как у них нет больше ограничения по времени. Так, Мисаки проводит для него первую лекцию. |                                                                                         |                       |
| 6 | Добро пожаловать в класс! «Курасуру:му ни Ё:косо!» (クラスルームにようこそ!)            | 13 августа 2006 года  |
| Тацухиро узнаёт от Мисаки, что у Каору есть девушка. Первоначально он не верит ей, но затем решает выяснить правду самому. Несмотря на свой асоциальный образ жизни, Тацухиро посещает академию Каору и случайно попадает на курс по написанию сценария для игр. Куратор замечает незаурядную работу Тацухиро, но тот считает, что так он только пытается высмеять его, и рвёт сценарий. После ему кажется, что все смеются над ним, и он в панике убегает в безлюдное место. Спустя время Тацухиро узнаёт об отношениях Каору с девушкой по имени Нанако Мидорикава. |                                                                                         |                       |
| 7 | Добро пожаловать в мораторий! «Мораториаму ни Ё:косо!» (モラトリアムにようこそ!)        | 20 августа 2006 года  |
| Не желая больше покидать свою квартиру, Тацухиро притворяется заболевшим гриппом и просит Каору доставлять ему необходимые продукты питания. Неожиданно ему звонит мать, которая говорит, что скоро приедет к нему, чтобы обсудить его будущее. Чтобы утешить её, он говорит ей, что у него есть собственная компания и девушка, на которой он собирается скоро жениться. Так, Тацухиро предлагает Каору создать небольшую компанию по разработке игр. Мисаки же заявляет, что сможет на время побыть его девушкой. |                                                                                         |                       |
| 8 | Добро пожаловать в Чайнатаун! «Тю:кагай ни Ё:косо!» (中華街にようこそ!)                 | 27 августа 2006 года  |
| Тацухиро спешит убраться в своей квартире до приезда матери, в чём ему помогает Мисаки. Когда его мать находит дом Тацухиро, она говорит, что ей не требуется посещать его квартиру. После этого она, Тацухиро и Мисаки идут в китайский ресторан. Когда Тацухиро отходит от стола, его мать говорит Мисаки о её предположениях, что всё это является подставой, поскольку она всегда знала, когда Тацухиро врал. Тацухиро подслушивает разговор и чувствует себя виноватым перед ней, однако по его возвращении она никак не подстрекает его. После того, как мать уходит на встречу и оставляет их, Тацухиро и Мисаки решают продолжить их фальшивые отношения. |                                                                                         |                       |
| 9 | Добро пожаловать в летние дни! «Нацу но Хи ни Ё:косо!» (夏の日にようこそ!)              | 3 сентября 2006 года  |
| Каору приглашает Нанако на летний фестиваль фейерверков, однако она отказывается, поскольку у неё назначено в это время прослушивание. Он расценивает это как отговорку. Тем временем Тацухиро не может сконцентрироваться на написании сценария, так как его всё время посещают мысли о Мисаки. Вскоре Тацухиро и Каору решают показать свою игру на летнем комикете под названием НацуКоми. Позже Мисаки приглашает Тацухиро на фестиваль. |                                                                                         |                       |
| 10 | Добро пожаловать на Тёмную сторону! «Да:ку Сайдо ни Ё:косо!» (ダークサイドにようこそ!)  | 10 сентября 2006 года |
| Каору отправляется на очередное свидание с Нанако, однако видит с ней другого парня и не верит, что это может обычным совпадением, после чего уходит. Спустя время он и Тацухиро интересуются личностью Мисаки и её истинными побуждениями. Они преследуют её до самой усадьбы и видят, как хорошо оттуда видны парк и их дом. Ночью Тацухиро снится, что он будет обречён остаться хикикомори на всю жизнь, если влюбится в Мисаки. |                                                                                         |                       |
| 11 | Добро пожаловать в заговор! «Имбо: ни Ё:косо!» (陰謀にようこそ!)                        | 17 сентября 2006 года |
| Чувство одиночества Хитоми заставляет её присоединиться к загадочной интернет-группе, в которой она часто делится историями о Тацухиро. Тем временем Каору и Тацухиро закончили работу над пробной версией игры для НацуКоми и теперь готовятся к поездке. Позже Хитоми ужинает с Акирой Дзёгасаки, но её разочаровывает то, что он больше времени уделяет своей работе. После ужина Хитоми приезжает к Тацухиро и проводит у него ночь. Так, в конце концов Тацухиро узнаёт о некой договорной встрече через Интернет. |                                                                                         |                       |
| 12 | Добро пожаловать в офлайн! «Офукай ни Ё:косо!» (オフ会にようこそ!)                      | 24 сентября 2006 года |
| Тацухиро и Хитоми выезжают из дома и отправляются на встречу с другими членами интернет-группы. После этого они попадают на катере на заброшенный остров. Пребывая на острове, чтобы отдохнуть, Тацухиро не понимает истинных мотивов других членов группы. |                                                                                         |                       |
| 13 | Добро пожаловать в рай! «Тэнгоку ни Ё:косо!» (天国にようこそ!)                          | 1 октября 2006 года   |
| Выясняется, что это встреча на острове была организована для самоубийства по соглашению между членами интернет-группы, в которую Тацухиро оказался вовлечён. Он не желает умирать, однако группа уже приготовилась сброситься с утёса вместе с ним. Тем временем Мисаки и Каору вместе с Дзёгасаки спешат на остров, чтобы их спасти. |                                                                                         |                       |
| 14 | Добро пожаловать в реальность! «Риару ни Ё:косо!» (現実(リアル)にようこそ!)             | 8 октября 2006 года   |
| Группу благополучно спасают и возвращают обратно к пристани. Там они узнают, что Дзёгасаки оплатил им пребывание в горячих источниках и пригласил их семьи. Близкие самоубийц приезжают и показывают им, насколько важна их жизнь. В это время Ю, один из членов группы, дарит Тацухиро талон, по которому он сможет зарабатывать деньги, играя MMORPG Ultimate Fantasy. Отношения Тацухиро и Мисаки остаются холодными после этого случая. |                                                                                         |                       |
| 15 | Добро пожаловать в фантазию! «Фантадзи: ни Ё:косо!» (ファンタジーにようこそ!)           | 15 октября 2006 года  |
| Мать Тацухиро звонит ему и говорит, что уменьшила в два раза поступление средств ему на проживание, из-за чего ему приходится искать работу. В конечном счёте Тацухиро начинает играть в Ultimate Fantasy, чтобы заработанные там вещи продавать за реальные деньги. Он быстро становится одержимым игрой, останавливая работу над написанием сценария для эроге и забывая о вечерних лекциях Мисаки. Тем временем в игровом мире под названием Вина Тело он встречает девушку-кошку Миа, которая вскоре присоединяется к нему. |                                                                                         |                       |
| 16 | Добро пожаловать в конец игры! «Гэ:му О:ба: ни Ё:косо!» (ゲームオーバーにようこそ!)     | 22 октября 2006 года  |
| Мисаки приходит в комнату Тацухиро и ужасается, насколько много там мусора. В свою очередь, тот не обращает на неё никакого внимания. Она предполагает, что он вернулся к образу жизни хикикомори, и пытается избавить его от игровой зависимости, но безуспешно. Тем временем в игровом мире Тацухиро благополучно повышает свой уровень, участвуя в битвах вместе с Миа, и ищет вещи для продажи за реальные деньги. В конце концов выясняется, что Каору всё это время играл за Миа, в результате чего у Тацухиро пропадает желание играть дальше. |                                                                                         |                       |
| 17 | Добро пожаловать в удачу! «Хапинэсу ни Ё:косо!» (はぴねすにようこそ!)                   | 29 октября 2006 года  |
| Тацухиро встречается с Мэгуми Кобаяси, его бывшей одноклассницей. Когда он рассказывает ей, что он хикикомори, она говорит, что знает человека, который может помочь с его проблемой. Мэгуми отъезжает с ним далеко от города и приводит к непримечательному с виду зданию, где также собрались другие люди. Пока проходит презентация товаров компании Mouse Road, в которой работает и Мэгуми, Тацухиро незаметно уходит с неё. Он говорит девушке, что той лишь нужно, чтобы он купил её товар и стал частью финансовой пирамиды, после чего убегает. Мэгуми удаётся догнать его. Она рассказывает ему историю, как она пыталась заработать немного денег на проживание, вступила в Mouse Road и в итоге оказалась много должна. Выслушав Мэгуми, Тацухиро покупает её товар и верит в скорый успех. |                                                                                         |                       |
| 18 | Добро пожаловать в безысходность! «Но: Фю:тя: ни Ё:косо!» (ノーフューチャーにようこそ!) | 5 ноября 2006 года    |
| Тацухиро вместе с остальными быстро понимает, что Мэгуми удалось провести его, заманив в Mouse Road. Теперь он, Каору и Мисаки едут к ней, чтобы отозвать контракт и вернуть ей товар. Встретившись в кафе, Мэгуми поначалу делает вид, что способствует разрыву договора, но затем она отвлекает их внимание от этого и в конечном счёте продаёт Тацухиро пищевые добавки, якобы помогающие выйти из образа жизни хикикомори, и другие товары Каору и Мисаки. По пути домой они понимают, что она снова обманула их. На этот раз они застают Мэгуми у её дома. Та их приглашает и готовится предоставить им бумаги для возврата товара и выхода из компании. Слыша топот сверху, они поднимаются на второй этаж и видят брата Мэгуми Юити, который, как увидел их, попытался спрятаться от них, оставив на компьютере игру Ultimate Fantasy. Тацухиро сразу узнаёт его героя, с которым он играл. |                                                                                         |                       |
| 19 | Добро пожаловать к синей птице! «Аой Тори ни Ё:косо!» (青い鳥にようこそ!)               | 12 ноября 2006 года   |
| Мэгуми рассказывает свою историю, как ей пришлось в одиночку зарабатывать деньги и содержать брата-хикикомори и как она в конце концов вступила в Mouse Road и купила те самые пищевые добавки, понадеявшись, что это сможет вылечить Юити, но в итоге это никак не помогло ему и она оказалась привязанной к компании. Она позволяет вернуть товар. После этого Тацухиро разговаривает с Юити через игру. Спустя время выясняется, что компания Mouse Road оказалась закрыта, а её членов арестовали. Пока Мэгуми отсутствует дома несколько дней по причине ареста, Юити, будучи голодным, выходит на улицу и устраивается курьером в местном магазине рамэна. Мэгуми, возвратившись домой и освободившись от долгов, решает вернуться в колледж. |                                                                                         |                       |
| 20 | Добро пожаловать в зимние дни! «Фую но Хи ни Ё:косо!» (冬の日にようこそ!)               | 19 ноября 2006 года   |
| Проблемы со здоровьем отца Каору вынуждают его приехать на родную ферму, где он узнаёт, что его родители за него распланировали его жизнь вплоть до самой смерти. Каору собирается представить игру на ФуюКоми и спешит как можно скорее завершить её разработку до того, как он уедет из Токио насовсем. Его не устраивает то, как Тацухиро не может передать женское смущение в своём сценарии. С целью раздобыть для этого материала Каору приглашает Нанако к себе и просит Тацухиро скрыто заснять сцену, как он раскрывается ей со стороны отаку. В конце концов Нанако даёт ему пощёчину и убегает, таким образом разрывая отношения. |                                                                                         |                       |
| 21 | Добро пожаловать в возврат! «Рисэтто ни Ё:косо!» (リセットにようこそ!)                  | 26 ноября 2006 года   |
| Тацухиро и Каору завершают создание игры, которую они назвали True World, и представляют её на ФуюКоми, однако её продажи оказываются крайне скудными. На следующее утро Тацухиро провожает Каору в его родной город и некоторое время чувствует себя одиноким. На очередной встрече с Мисаки он узнаёт, что она подготовила ему экзамен по материалу, что она ему всё время читала. Экзаменом оказывается прогулка в Сибуе в канун Нового года. Во время неё Тацухиро теряет Мисаки в толпе, после чего его одолевает паника. Спустя время он случайно встречается с Хитоми. |                                                                                         |                       |
| 22 | Добро пожаловать к Богу! «Камисама ни Ё:косо!» (神様にようこそ!)                        | 3 декабря 2006 года   |
| Тацухиро и Хитоми проводят вместе время, беседуя об их текущих делах. Мисаки удаётся увидеть, как они держаться за руки. Вскоре Тацухиро встречает её на станции Сибуя и лжёт ей по поводу его встречи с Хитоми, что погружает Мисаки в депрессию. Прибыв обратно, она говорит ему, что экзамен придётся пересдать. После Нового года Каору звонит Тацухиро, рассказывает ему о своей жизни в деревне, а также добавляет, что у него имеются излишки продуктов, которые он бы послал ему. Узнав об этом разговоре, Мисаки, пришедшая, чтобы навестить Тацухиро, убегает, посчитав, что больше не нужна ему. Во время их встречи и беседы о существовании Бога Мисаки говорит ему, что видела его вместе с Хитоми, что Тацухиро не может опровергнуть. После этого Тацухиро думает о безнадёжности наступившего года. Мисаки же теперь считает, что он стал её заложником. |                                                                                         |                       |
| 23 | Добро пожаловать к Мисаки! «Мисаки ни Ё:косо!» (岬にようこそ!)                          | 10 декабря 2006 года  |
| Мисаки проводит для Тацухиро викторину на отгадывание персон по их словам, сказанными перед смертью, а после неё они короткое время обсуждают самоубийства некоторых известных людей. Перед уходом Мисаки сообщает ему, что на следующий день она проведёт окончательный экзамен, в независимости от погодных условий. Экзамен представляет собой поездку по городу, которая заканчивается в их парке. Тацухиро успешно проходит его, и теперь Мисаки предлагает ему подписать новый контракт, который бы скрепил их отношения. Он отказывается его принять. На следующий день становится известно, что Мисаки упала в ванной, когда вернулась домой, и попала в больницу. По пути туда Тацухиро узнаёт от дяди Мисаки о её сложном детстве. По прибытии в больницу Тацухиро находит в пустой палате Мисаки оставленное расписание поездов со вложенной предсмертной запиской. |                                                                                         |                       |
| 24 | Добро пожаловать в NHK! «Эн.Эйти.Кэй ни Ё:косо!» (N･H･Kにようこそ!)                     | 17 декабря 2006 года  |
| Тацухиро удаётся найти Мисаки на утёсе, где когда-то покончила с жизнью её мать. У него не получается убедить её не сбрасываться вниз, и, когда она собралась упасть, он успевает удержать её и увести от пропасти. После этого Тацухиро говорит ей, что во всех её несчастьях виновато NHK, воображает себе чудовище, появляющееся из-за утёса и символизирующее компанию, и бежит на него, чтобы совершить самоубийственную атаку. Одновременно с этим он понимает, что делает это ради девушки, которую любит. Однако, спрыгивая с утёса, Тацухиро падает на недавно построенную железную сетку и остаётся живым. Мисаки помогает ему выбраться оттуда и просит его не умирать. Чтобы не замёрзнуть ночью, Мисаки находит дом, в котором она выросла, и они проводят там некоторое время. Весной Тацухиро узнаёт из писем, что Каору собирается жениться, а Хитоми родила ребёнка и теперь живёт в роскошном доме. Спустя время Мисаки предлагает Тацухиро подписать контракт, по которому они будут посвящать жизни друг другу и, если умрёт один из них, то умрёт и другой, на что он соглашается. |                                                                                         |                       |